# Roger Ebert Should Lay Off the Fatty Foods
«Roger Ebert Should Lay Off the Fatty Foods» (en España «Roger Ebert debería dejar las comidas grasas» y en Hispanoamérica «Roger Ebert debería dejar la comida chatarra») es el episodio 11 de la segunda temporada de la serie animada South Park. El episodio es una parodia al episodio de Star Trek «La daga de la mente».

## Sinopsis
¿Es el nuevo planetario un lugar inofensivo para aprender sobre el sistema solar o el escenario de un complot diabólico para controlar las mentes de los ciudadanos de South Park?

## Trama
Todo el 2 año de la Escuela Primaria de South Park se va de excursión al planetario. Cartman siendo el menos interesado de los niños en ir se interesa por participar en un concurso para un comercial de Cheesy poofs. A pesar de los niños odian el planetario deciden volver luego de ver el show de estrellas. Además de volver los chicos deciden trabajar como voluntarios para el planetario sin que ellos sepan que el director del planetario ha estado usando un dispositivo para aplicarles lavado de cerebro.
Cartman por su parte participa en el concurso además de haber hecho fraude e intimidar a los demás niños concursantes, pero su actuación en el comercial de Cheesy poofs es tan mala que el vestido ridículamente como un cheesy poof solo dice en el comercial "flojo".
Mientras el Sr. Mackey y la enfermera Gollum descubren que el planetario esta lavándole el cerebro a los niños luego de que Mackey les hubiese aplicado control mental y de saber el testimonio de Van Helder, un niño que había escapado del planetario. Ellos se dirigen al planetario a detener al Dr. Adams, director del planetario, y se produce un enfrentamiento entre ellos y Stan y Kyle contra Adams y el Oficial Barbrady (quien tenía lavado el cerebro creyendo que era Elvis). En consecuencia, los chicos, el Sr. Mackey y la enfermera Gollum son atados y obligados a ver el show de estrellas para lavarles el cerebro y hacerles olvidar lo sucedido.
No obstante, Cartman llega enojado luego de que otros niños se burlasen de él por su aparición en TV en el comercial y pateando el proyector de estrellas el cual dirige sus efectos contra el Dr. Adams. Aturdido por el efecto y para gracia de Stan y Kyle, el Dr. Adams se desploma contra la pared de atrás. Luego de poner a salvo a los niños que trabajaban hipnotizados en el planetario, Cartman se siente contento no solo por haber aparecido en televisión sino también por haberle salvado la vida a todos aunque su mamá le aconseja no hurgarse más la nariz.

## Muerte de Kenny
Le explota la cabeza por culpa de la máquina de lavado de cerebro del Planetario.